# Wiking Strömquist
Wiking Strömquist, född 6 oktober 1911 i Vallsjö socken, död 7 december 1975 i Sävsjö, var en svensk friidrottare (spjutkastning). Han tävlade för Sävsjö IK. 